# Se busca mujer
Se busca mujer (en inglés: Loneliness) es un relato corto de Charles Bukowski recogido en su colección de 1973 South of No North, publicada originalmente por John Martin en Black Sparrow Press. Se trata de la primera historia del libro.

## Argumento
Trata, como el nombre original indica, sobre la soledad de un hombre a la búsqueda del amor en un mundo hostil. Una mujer aparecerá y se acabará sintiendo vejada por el egoísmo sin sentido del hombre pero que le da un carácter único.